# Allach-Untermenzing

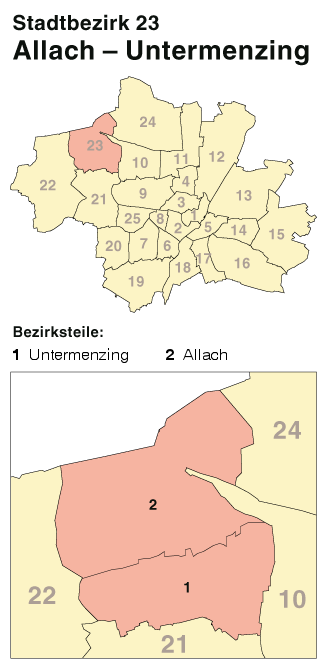
Bezirksteile

Allach-Untermenzing ist der Stadtbezirk 23 der bayerischen Landeshauptstadt München.
Der Stadtbezirk besteht aus der ehemaligen Gemeinde Untermenzing und weitgehend aus der ehemaligen Gemeinde Allach. Er weist noch Reste eines dörflichen Erscheinungsbilds auf. Allach-Untermenzing besteht seit 1938 und gehört damit zu denjenigen Stadtbezirken, die alle Neugliederungen überstanden.

## Lage
Der Bezirk liegt im äußersten Nordwesten der Stadt und zieht sich beiderseits der Würm flussabwärts von der Bezirksgrenze zu Obermenzing (Stadtbezirk 21 Pasing-Obermenzing) im Süden, bis zur Stadtgrenze im Norden hin. Seit der Neugliederung 1992 bildet im Osten die Dachauer Straße die Grenze, nachdem die Bereiche des Rangierbahnhofes München-Nord, die auf Allacher Flur stehen, dem Stadtbezirk 10 Moosach zugeschlagen wurden.
Nachbarbezirke sind Feldmoching-Hasenbergl und Moosach im Osten, Pasing-Obermenzing im Süden sowie Aubing-Lochhausen-Langwied im Westen. Im Norden grenzt der Bezirk an die Gemeinde Karlsfeld.

## Bezirksteile

### Allach

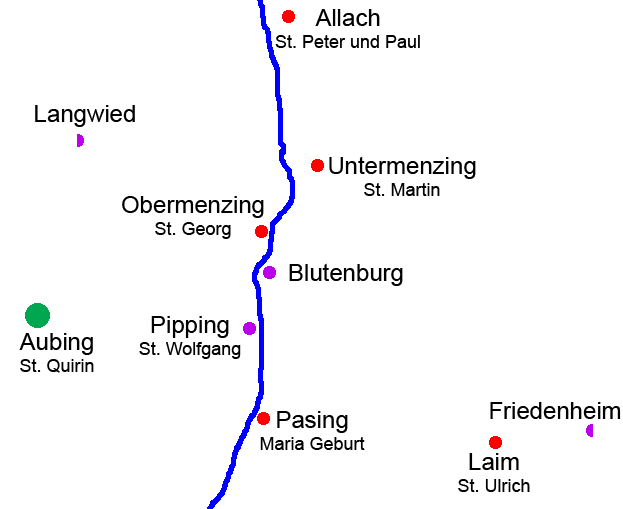
Die Aubinger Pfarrei vom Mittelalter bis ins 19. Jahrhundert. In der Konradinischen Matrikel von 1315 erwähnte Filialen in rot, später erwähnte in violett, die Würm in blau. Langwied und Friedenheim gehörten teilweise zur Pfarrei. Von St. Quirin bis St. Ulrich (Laim) sind es gut 6,5 km Luftlinie.

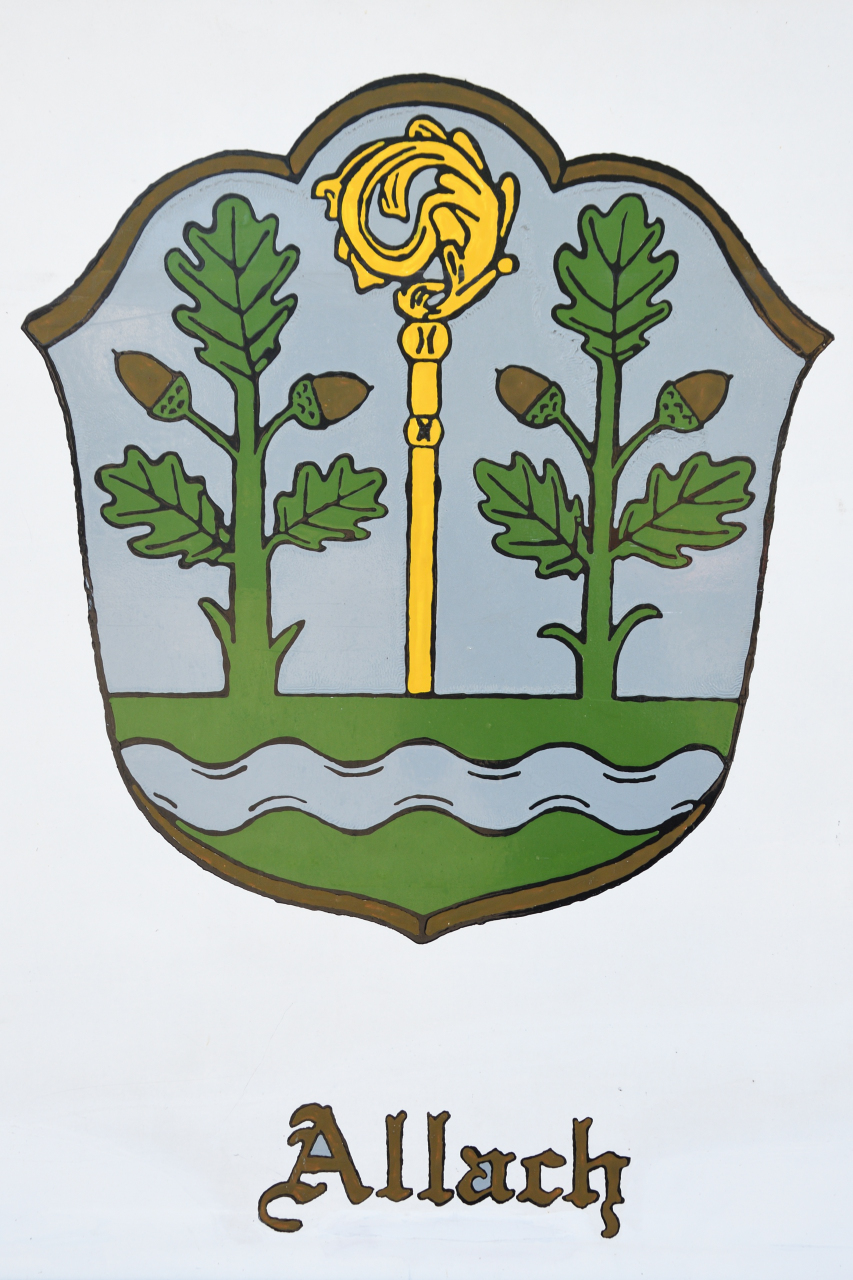
Wappen-Entwurf

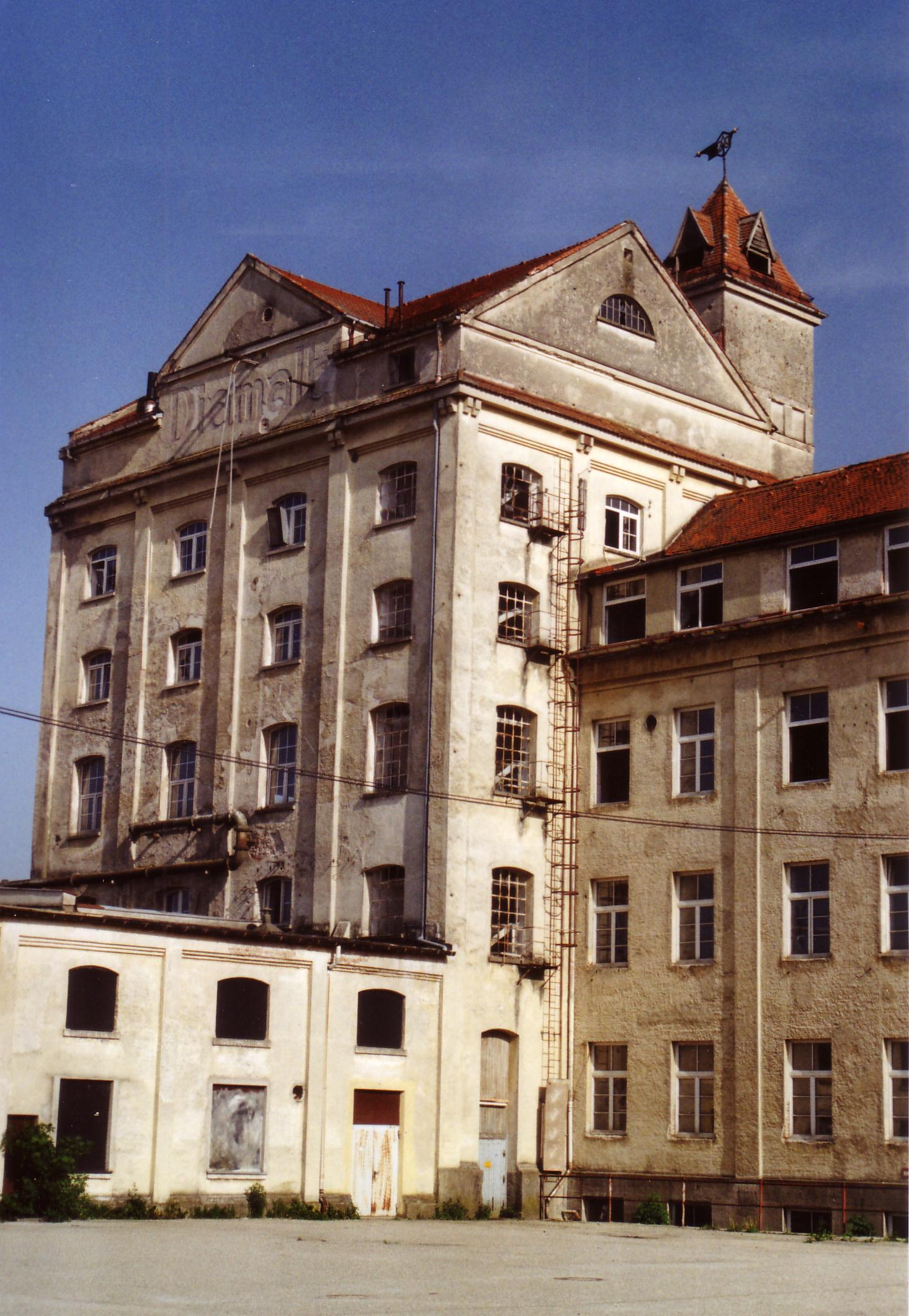
„Diamalt-Turm“ in Allach-Untermenzing

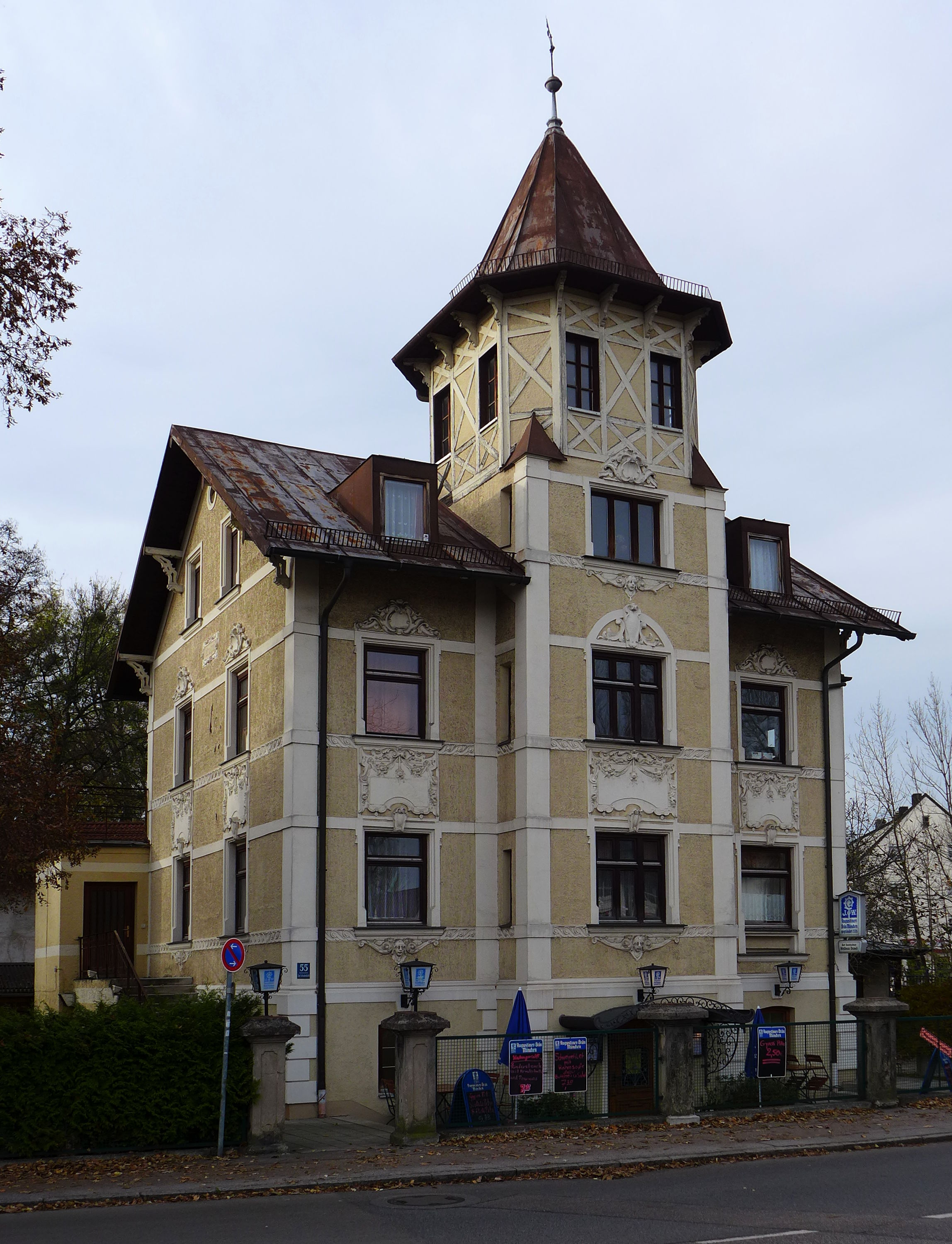
Zum Schwabenbächl 55

Allach wurde erstmals urkundlich am 30. März 774 als „Ahaloh“ erwähnt. Der Name bedeutet Wald am Wasser, da aha Wasser und loh Wald bedeutet. Loh wurde im Laufe der Zeit zu -lach abgeschliffen. Bereits zum Zeitpunkt der urkundlichen Ersterwähnung ein landgerichtlicher Ort, behielt Allach diesen Status mit Ausnahme der Jahre 1678 bis 1702. Landschaftlich und politisch wurde Allach an Dachau angebunden. Erst nachdem das Landgericht München 1803 neu errichtet worden war, kam Allach zum Landgerichtsbezirk München. 1678 wurde Allach in die neu geschaffene Hofmark Menzing eingegliedert, die Anton von Berchem übertragen wurde. 1702, zwei Jahre nach dem Tod Berchems, fiel die Hofmark Menzing wieder an das Kurfürstentum zurück, so dass Allach seinen alten Status als landgerichtlicher Ort zurückerhielt. 1818 wurde Allach selbständige Gemeinde im modernen Sinn.
Nachdem 1867 die Bahnstrecke München–Treuchtlingen eröffnet worden war, wuchs Allach rasch. Es entstanden entlang der Bahnstrecke sowie aus Emissionsschutzgründen östlich des Dorfkernes um die Pfarrkirche St. Peter und Paul (heute Eversbuschstraße 195), (Windrichtung von Westen), Industrie- und Gewerbegebiete. So entstanden das Dampfsägewerk Kirsch, die Diamalt-Fabrik, die Firmen Krauss-Maffei und BMW (ab 1936 Motorenbau für Junkers). Allach wurde auf Grundlage des Vertrages vom 27. Oktober 1938 am 1. Dezember 1938 in die Stadt München eingemeindet.
Der Industrielle Franz Nagy sen. begann 1925 mit seinem Geschäftspartner, dem Porzellanmaler Karl Diebitsch mit der Produktion von Kunstporzellan. Diebitsch knüpfte einige Jahre später die Beziehungen zur Allgemeinen SS an. Die Porzellanmanufaktur Allach genannte Firma befand sich an der Lindenstraße 8, heute Reinhard-von-Frank-Straße 8. Im Jahr 1939 übernahm die SS den Betrieb durch Enteignung. Die Manufaktur wurde dem zur Allgemeinen SS gehörenden Hauptamt Verwaltung und Wirtschaft unterstellt. - Siehe Hauptartikel Porzellanmanufaktur Allach - 
1938 entstand auch die ursprünglich als Autobahnabschnitt geplante Trockenbiotop Kies-Trasse.
Während des Zweiten Weltkriegs befand sich in Allach an Stelle der heutigen Siedlung Ludwigsfeld das KZ-Außenlager München-Allach, ein Außenlager des Konzentrationslagers Dachau, überwiegend um dem BMW-Werk II kostengünstig Arbeitskräfte zur Verfügung zu stellen. Auf der nicht fertiggestellten Autobahn, die nördlich von Allach verlief, bestand ein Kriegsgefangenenlager mit 1300 Gefangenen.
Entwurf eines Wappens für die Gemeinde Allach
Nach dem Ersten Weltkrieg hatten Gemeinden über 4000 Einwohner das Recht, ein eigenes Wappen anzunehmen. Die Gemeinde Allach wollte 1934 – wie Untermenzing – ein Wappen annehmen.
Otto Hupp entwarf im Auftrag der Gemeinde und des Bayerischen Staatsministeriums des Innern das Wappen: In Silber ein grüner, von einem silbernen Querbach durchflossener Schildfuß, aus dem zwischen zwei grünen Eichbäumen ein goldener Bischofsstab aufwächst. Die Symbolik des Wappens vereinigt also die Erinnerung an die Loh mit der Zugehörigkeit zum Bistum Freising und verbindet sie mit der Lage an der Würm.
Wohl 1934, ein genaues Datum trägt das Dokument nicht, wollte der Gemeinderat das Wappen dem Hauptstaatsarchiv zur Prüfung vorliegen. Danach geschah offenbar nichts mehr. Über die Gründe, die zum Stillstand des eigentlich vollständig durchlaufenen Verfahrens führten, kann nur spekuliert werden. Helmuth Stahleder vermutet, dass es die bereits vier Jahre spätere Eingemeindung war.
Neue Stadtteile der ehemaligen Gemeinde Allach im heutigen Stadtbezirk
- Angerloh-Siedlung: Krauss-Maffei errichtete in der Rueß- und der Manzostraße 1952 bis 1972 eine privatwirtschaftlich geführte Werkssiedlung für ihre Werksangehörigen. Der Name Angerloh-Siedlung beschreibt die Lage der Siedlung südlich des Waldes Angerlohe.
- Beer-Siedlung: Ebenfalls südlich der Angerlohe errichtete der Bauunternehmer Korbinian Beer 1937 eine Einfamilienhaussiedlung. Die Beer-Siedlung war die letzte Siedlung der Gemeinde Allach vor deren Eingemeindung.
- Flaksiedlung: Ab 1957 wurde auf einem Gelände, das während des Zweiten Weltkrieges der Wehrmacht zum Aufstellen von Flugabwehrkanonen, abgekürzt Flak, diente, eine Siedlung nach Plänen des Architekten und Karikaturisten Ernst Maria Lang errichtet.
- Gerberau: Nachdem ab 1938 BMW sein Flugzeugmotorenwerk im nördlichen Teil des Allacher Forstes errichtet hatte, entstand westlich des Werkes und der Bahnlinie München–Ingolstadt eine BMW-Werkssiedlung. Sie wurde nach dem Oberbaurat Brückenbaudirektor Heinrich Gerber benannt. Nach dessen Entwurf wurde die 1944 zerstörte Halle des Münchner Hauptbahnhofs gebaut. Heinrich Gerber war auch Gründer des MAN-Stammwerkes Gustavsburg. Nachdem das Werk durch MAN übernommen worden war, erhielt die Siedlung den Namen Gerberau, der 1957 amtlicher Ortsname wurde. Gleichzeitig benannte der Stadtrat die Haupterschließungsstraße Gerberau nach ihm. Die Gerberau zeichnet sich durch eine eigene Infrastruktur aus. Vor 1960 lag die Gemeinde Karlsfeld erheblich näher als die Bebauungsgrenze Münchens. Im Oktober 1948 entstand eine Volksschule für die BMW-Wohnsiedlung Karlsfeld, die dann durch die von 1963 bis 1965 errichtete Verbandsvolksschule der Landeshauptstadt und der Gemeinde Karlsfeld ersetzt wurde. Der S-Bahnhof München-Karlsfeld befindet sich nicht komplett in Karlsfeld, sondern teilweise in der Gerberau auf Allacher Flur.
- Waldkolonie: Die sogenannte Waldkolonie entstand als Facharbeitersiedlung von Krauss-Maffei und wurde nach den ersten Handwerkern, die sich dort niedergelassen hatten, auch Sachsensiedlung genannt. Der Siedlungsbau war für die damalige Zeit (um 1900) sehr fortschrittlich. Man kanalisierte die Häuser, lange bevor der Rest Allachs an die städtische Kanalisation angeschlossen wurde. Die typischen Doppelhäuser waren klein, aber funktionell und jede Familie hatte einen kleinen Garten. Durch Abriss, Nachverdichtung und unsensible Renovierungen ist viel vom ursprünglichen Charme verloren gegangen.

### Untermenzing
Untermenzing entstand durch eine Teilung des am 6. November 817 erstmals urkundlich erwähnten Menzing. Der bereits als „Mezinga“ ersterwähnte Ort erhielt seinen Namen von einem Mann, der den Namen Manzo, Manzio, Menzio oder Mennisco trug.
In der Konradinischen Matrikel von 1315 ist erstmals die Rede von „duo menzing“. Damit gilt 1315 als Geburtsjahr Untermenzings, denn bis dahin dürften die aufgrund von Besitzübergaben erfolgten Ortsnennungen Obermenzing betroffen haben, nachdem nach dem Urbar von 1397 das Kloster Wessobrunn mit zwei Gütern im heutigen Untermenzing um den neuzeitlichen Ortskern mit der Pfarrkirche St. Martin (heute Eversbuschstraße 11) nennt und im heutigen Obermenzing dagegen elf Güter. Wenig später wurde Untermenzing der herzoglichen Hofmark Menzing einverleibt, die 1442 erstmals erwähnt wurde.
Während des Dreißigjährigen Krieges wurde Untermenzing beim Schwedeneinfall im Mai 1632 zu 50 Prozent zerstört: Die Schweden brannten 16 Häuser nieder. Als Baron Anton von Berchem 1676 die Hofmark Menzing übernahm, waren bereits wieder 31 Anwesen bewohnt, also so viele wie vor dem Dreißigjährigen Krieg. Nach Berchems Tod im Jahr 1700 übernahm Kurfürst Max II. Emanuel die Hofmark wieder in seinen direkten Besitz. Die Einwohnerzahl von Untermenzing blieb – im Gegensatz zu der von Allach – konstant: 1809 hatte sich die Zahl der Anwesen nur um vier auf 35 erhöht. 1818 wurde Untermenzing zur selbständigen Gemeinde erhoben.
Obwohl Untermenzing auch an der 1867 eröffneten Bahnstrecke München–Treuchtlingen liegt, konnte die Gemeinde nicht von einer industriellen Entwicklung profitieren, wie es Allach tat. Das hängt vor allem mit dem fehlenden Bahnhof zusammen, den Untermenzing als Haltepunkt der S-Bahn erst am 11. Dezember 2005 im Rahmen des Ausbaus der Strecke erhielt. Dennoch wuchs Untermenzing rasch: Während das Straßendorf 1855 erst 266 Einwohner zählte, stieg ihre Zahl bis 1900 auf 384 an. 1925 zählte man bereits 1662 und im Jahr der Eingemeindung 1938 4800 Einwohner. Untermenzing wurde auf Grundlage des Vertrages vom 27. Oktober 1938 am 1. Dezember 1938 in die Stadt München eingemeindet.
Wappen der ehemaligen Gemeinde Untermenzing
Nachdem der Gemeinderat am 30. Mai 1934 beschlossen hatte, ein Wappen anzunehmen und einen Entwurf zur Genehmigung einzureichen, erteilte das Ministerium des Innern am 1. Dezember 1934 die Genehmigung zur Führung des Wappens.
Blasonierung: „Geteilter Schild, obere Hälfte dreifaches Schach in Rot und Silber; untere Hälfte ein schwarzes unterschlächtiges halbes Mühlenrad auf Gold.“
Nach der Eingemeindung in die Stadt München 1938 besitzt der Stadtrat der Landeshauptstadt München sämtliche Rechte zur Verwendung und Führung des Wappens.

## Allgemeines

### Sozialstruktur
Die Sozialstruktur wird deutlich von Mehrpersonenhaushalten mit Kindern dominiert. Während bis in die 1960er-Jahre, vor allem in Allach, die Arbeiterschaft vorherrschte, sind heute im gesamten Stadtbezirk Angestellte mit über 50 Prozent vertreten. Dabei hat sich allerdings die soziale Schichtung im Stadtbezirk nicht verändert. Für die nahe Zukunft lässt die Altersverteilung eine Zunahme der Personen im Rentenalter erwarten, die allerdings durch die starke Präsenz der heute 25- bis 35-Jährigen, bzw. unter 15-Jährigen, ausgeglichen werden sollte. Insbesondere Untermenzing ist traditionell eher von Einfamiliensiedlungen geprägt. Nur im Bereich südlich der Angerlohe sowie um die Manzostraße und Allacher Straße, gibt es größere Siedlungsbereiche mit Geschosswohnungsbau. Der südlich angrenzende Bezirksteil Hartmannshofen zählt wie auch die meisten Siedlungsbereiche westlich der Würm zu den guten Wohnlagen Münchens. Zwischen 1946 und 1970 gab es eine rege Bautätigkeit. In der entstandenen Wohnbebauung aus Ein- und Mehrfamilienhäusern, durchsetzt mit Reihenhaus- und Eigentumswohnanlagen, ließen sich zuerst vor allem Flüchtlinge nieder, die in den Allacher Flüchtlingslagern untergekommen waren. Dennoch weist der Stadtbezirk einen hohen Grünflächenanteil auf, der zusammen mit den gewachsenen Wohngebieten mit noch weitgehendem Gartenstadtcharakter einen eher ländlichen Eindruck macht. Die Bevölkerungsdichte des Stadtbezirkes ist die zweitdünnste in München. Der Ausländeranteil liegt mit 19 Prozent deutlich unter dem städtischen Durchschnitt.

### Industrie und Gewerbe

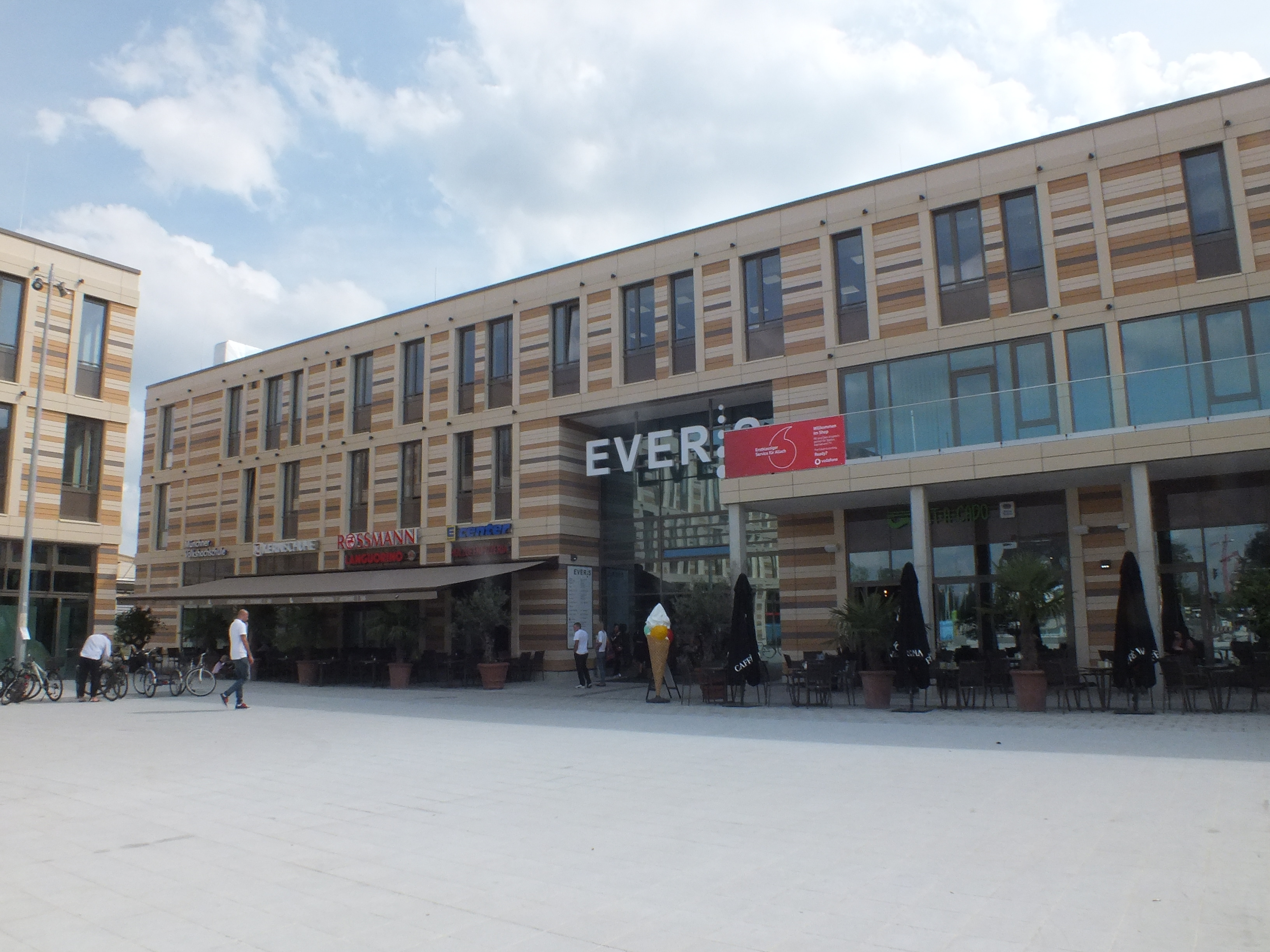
Oertelplatz

Während Untermenzing kaum Gewerbe aufweist, besitzt Allach mit fast 200 ha die höchste Industrie- und Gewerbeflächenballung im Stadtgebiet. Dabei stellen die Firmen MAN, MTU, Krauss-Maffei, Siemens Mobility und Krauss-Maffei Wegmann mehr als drei Viertel der gut 25.000 Arbeitsplätze des Stadtbezirkes bereit. Mit dem Niedergang des verarbeitenden Gewerbes liegen immer mehr Flächen brach, die anfangs von MAN und MTU genutzt werden konnten. Somit ist – ähnlich wie in Freimann – die Entwicklung neuer Nutzungskonzepte erforderlich. Durch die Aufgabe von Betrieben des Handwerks und des verarbeitenden Gewerbes dominieren inzwischen im Stadtbezirk Einzelhandel und Dienstleistungssektor, deren größter Betrieb die Deutsche Telekom ist. Daneben sind noch eine größere Anzahl von landwirtschaftlichen Betrieben vorhanden. Viele Logistfirmen sind im Gewerbegebiet Kirschstraße angesiedelt.
Im Herbst 2011 beantragte die Firma Air Liquide, in dem Allacher Industriegebiet an der Ludwigsfelder Straße die Genehmigung für die Errichtung eines Gaslagers und Gasabfüllwerks, das aufgrund der dort gelagerten Stoffe unter die Störfallverordnung gefallen wäre. Diese Anlage hätte sich in geringem Abstand von etwa 200 Metern zur Wohnbebauung befunden, woraufhin sich in der Bevölkerung des Stadtbezirks, aber auch der betroffenen Nachbarbezirke, heftiger Widerstand regte. Die Betroffenen schlossen sich zu einer Bürgerinitiative zusammen. Im April 2012 zog die Firma ihren Antrag zurück.
2019 wurde das Einkaufszentrum EVER.S am Oertelplatz eröffnet.

### Verkehr

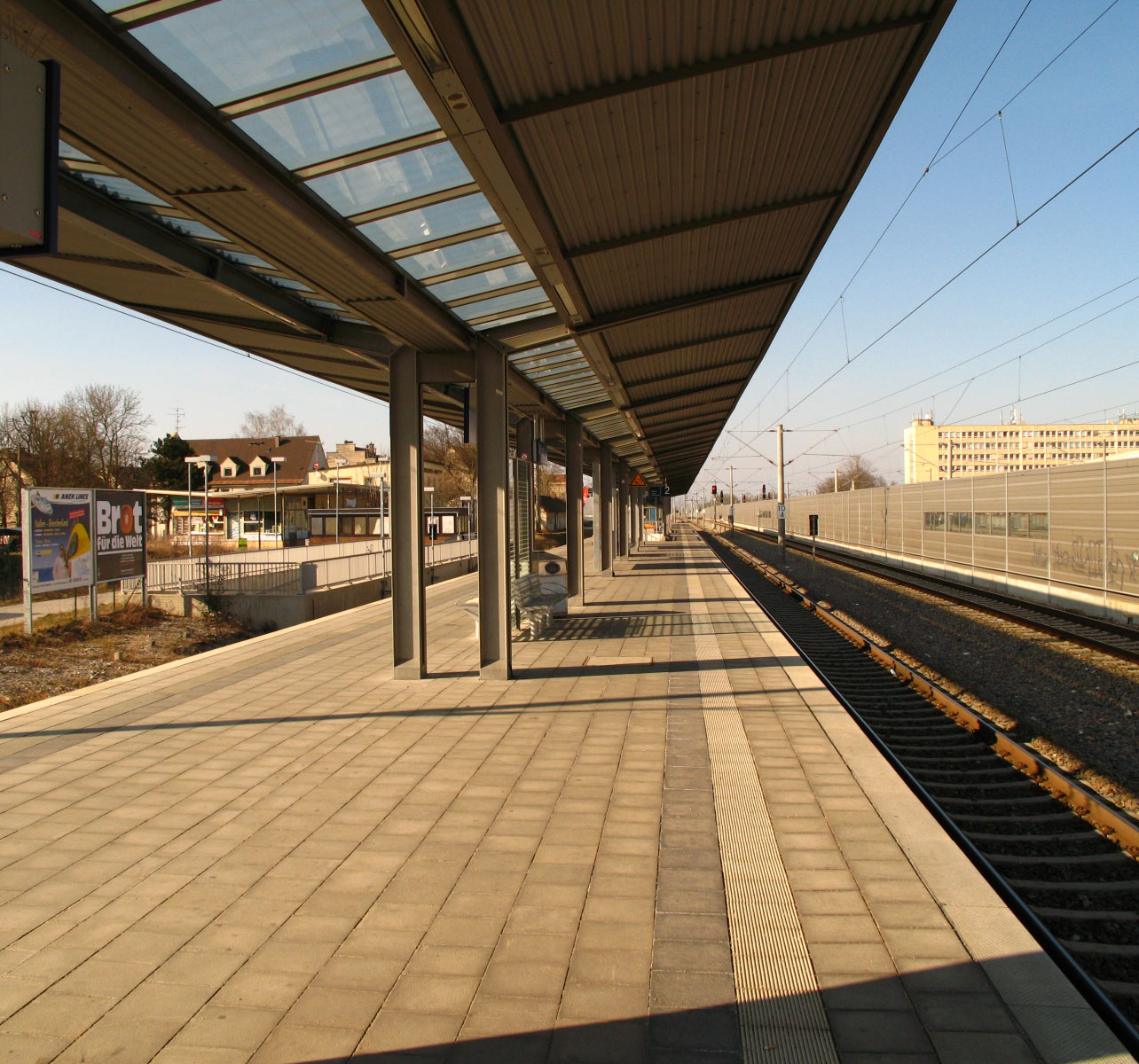
S-Bahnhof Allach in Richtung Dachau

Im Individualverkehr besitzt der Stadtbezirk als wichtigste Nord-Süd-Verbindung die Eversbuschstraße. Damit ist der Charakter Allachs und Untermenzings als Straßendörfer noch heute deutlich sichtbar. Als Ost-West-Verbindungen sind die Ludwigsfelder Straße, die Allach in Richtung Osten/Stadtmitte verbindet, und die Von-Kahr-Straße, die eine verbindende Funktion für Untermenzing übernimmt, zu nennen. Nachdem insbesondere nach Allach ein Einpendlerüberschuss festzustellen ist, der zusätzlich zum Auspendlerverkehr in Richtung Innenstadt aufkommt, ist das Straßennetz über seine Grenzen hinaus belastet. Die A 99 – Autobahnring München-Nordwest mit der Eschenrieder Spange hat zwar eine Entlastung gebracht, die aber durch Neubautätigkeiten wieder ausgeglichen wurde. Entlastungskonzepte sind zwar im Gespräch, aber noch weit von einer Realisierung entfernt.
Im öffentlichen Nahverkehr ist Allach-Untermenzing vor allem durch die S-Bahn-Linie 2 mit den Haltepunkten Untermenzing und Karlsfeld sowie dem Bahnhof Allach erschlossen. MVG-Buslinien leisten Zubringerdienste zur S-Bahn. Seit 29. April 2019 hat Untermenzing einen Halt auf der Expresslinie X80 Richtung Moosach und Puchheim. Sie verbindet die S-Bahnlinien S1 bis S4.

### Öffentliche Einrichtungen
Die Carl-Spitzweg-Realschule und das Louise-Schroeder-Gymnasium sind die wichtigsten Bildungseinrichtungen im Stadtbezirk. 1909 wurde der TSV Allach 09 gegründet, 1925 folgte der SV Untermenzing. 1932 wurde die Epiphaniaskirche, 1961 die Bethlehemskirche gebaut.
Auch die Diakonie Hasenbergl ist im Stadtteil aktiv. Im Sommer 2019 eröffnete die Münchner Volkshochschule ein Stadtteilzentrum am Oertelplatz.

### Naherholung und ökologische Ausgleichsflächen

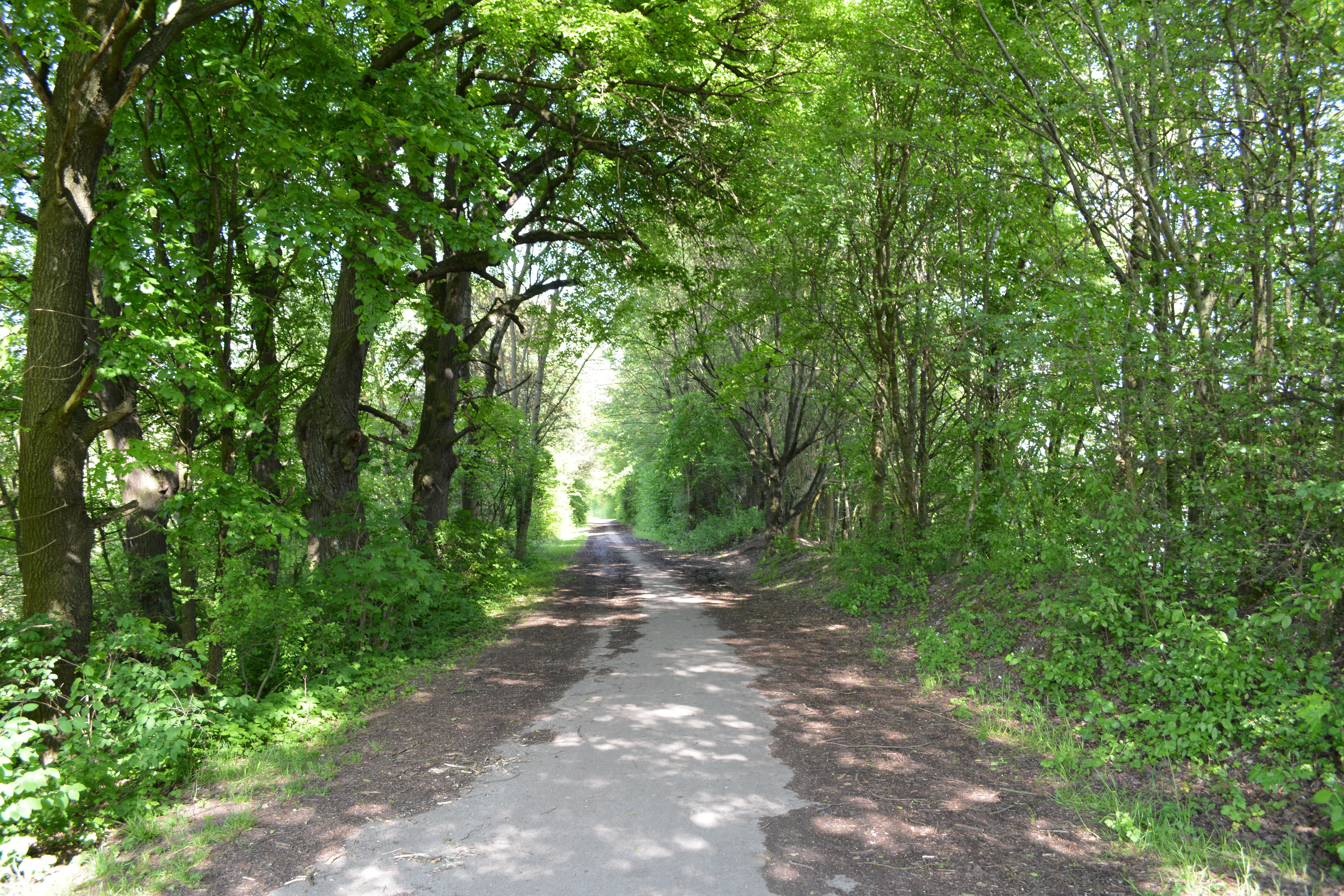
Allacher Forst

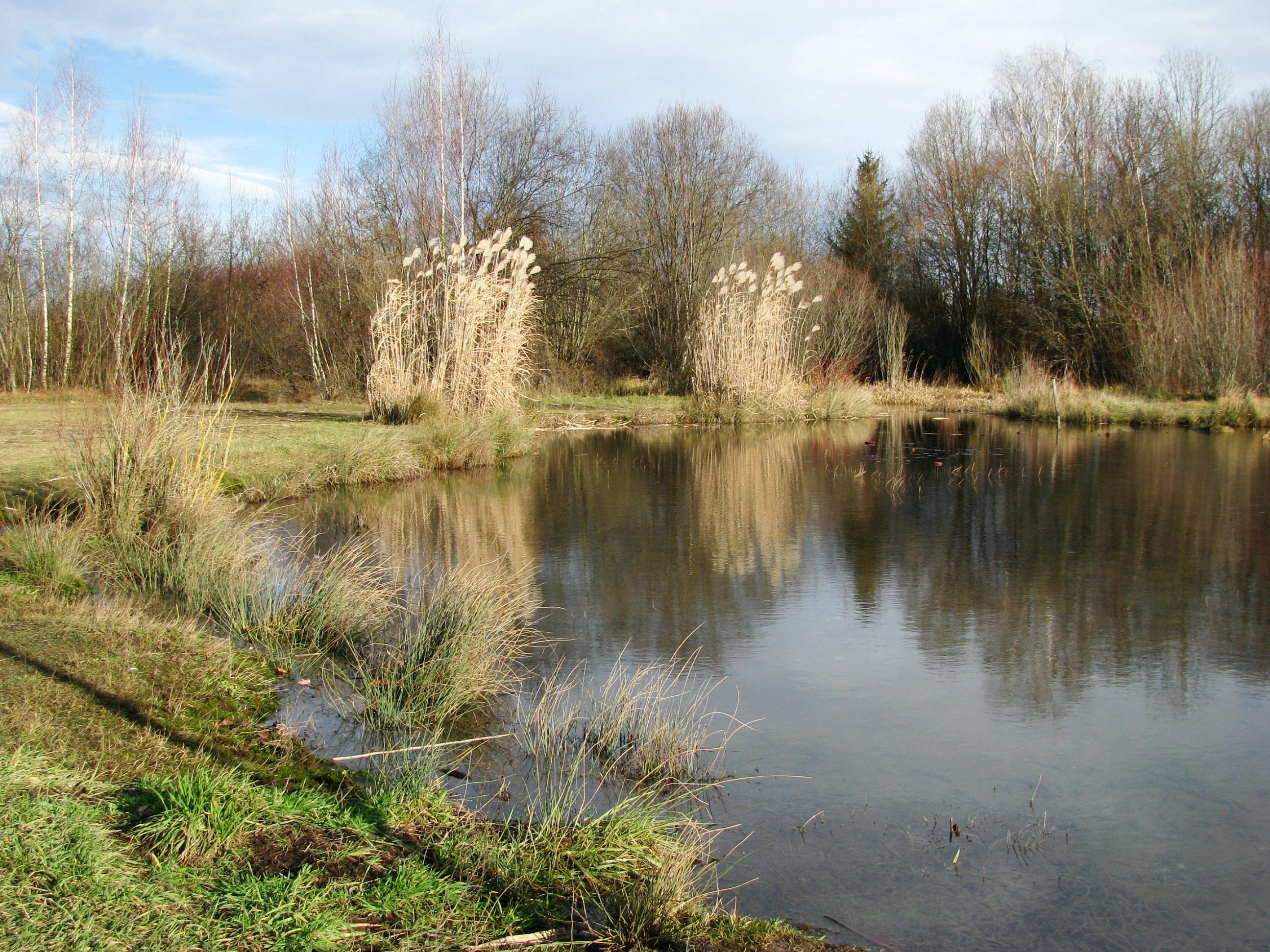
Angerlohe

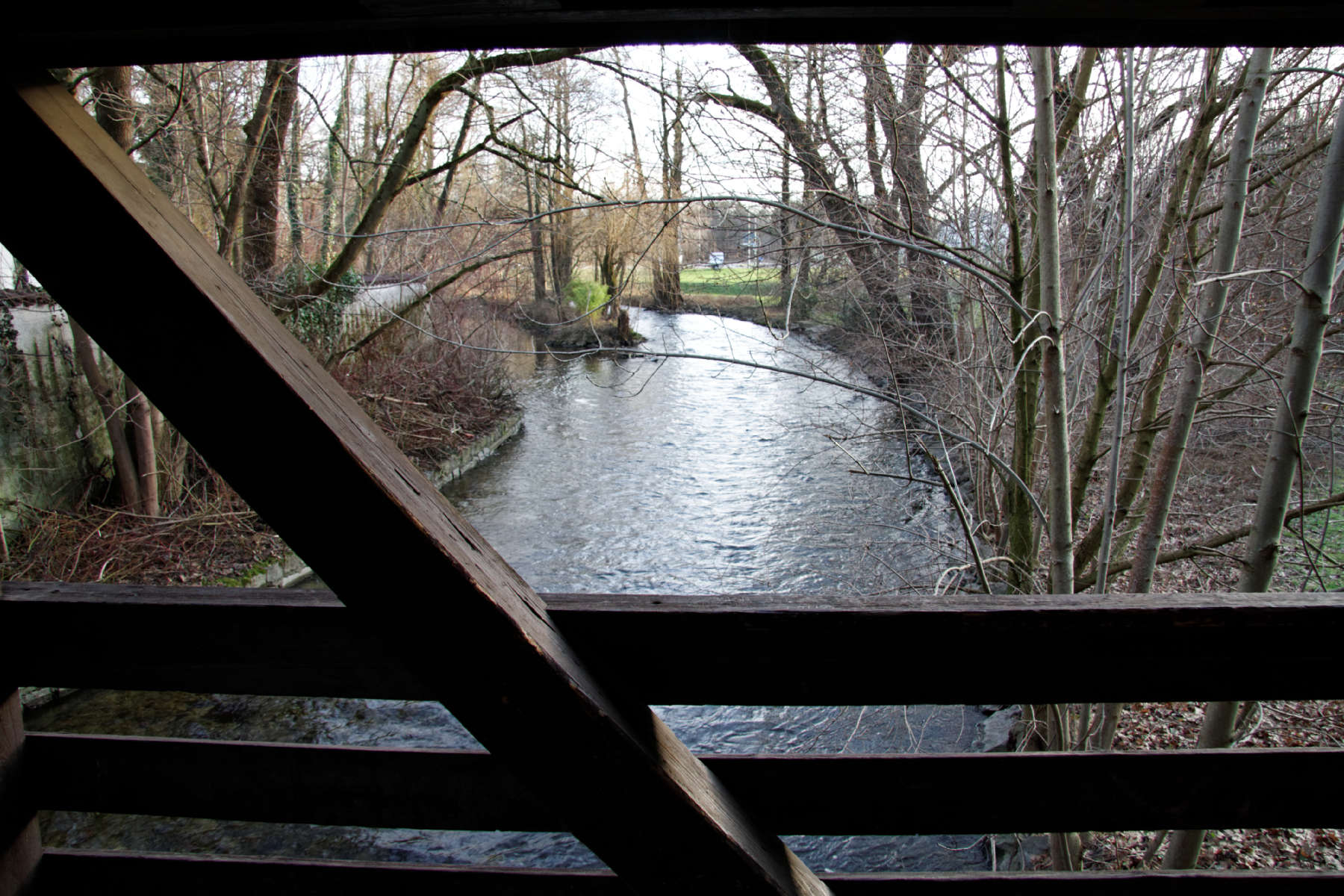
Würm in Untermenzing

Der Stadtbezirk ist durch eine Reihe von Grünflächen, vor allem an der Würm, geprägt. Mit dem Allacher Forst, Allacher Lohe, Trockenbiotop Kies-Trasse und der Angerlohe bietet der Stadtbezirk weitere ökologische Ausgleichs- und Erholungsflächen. Insbesondere der Allacher Forst ist ein inzwischen so seltener Auwald, dass nach massiven Protesten aus der Bevölkerung und der Fachkreise die A99-Autobahnring München Nordwest im sogenannten „Tunnel Allach“ den Allacher Forst unterfährt.

#### Das Allacher Sommerbad
Nach dem Baubeginn im Frühjahr 1938 wurde der Bau des Allacher Sommerbads nach kurzer Zeit wieder gestoppt, da Pläne aus dem Jahr 1937 für den Autobahnring (jetzt A 99) und den Rangierbahnhof dem Bad Konkurrenz machten. Infolge heftiger Proteste der Gemeinde und der Bürger wurden die Bauarbeiten nach drei Monaten wieder aufgenommen. In einer Zeitungsnotiz vom 5. August 1938 wurde schließlich über die Fertigstellung des Bades berichtet, wobei insbesondere die beispielhafte Gemeinschaftsleistung und der massenhafte Besucherandrang hervorgehoben wurden. Im August 1938 wurde das Bad eröffnet. Es wurde unmittelbar am Rande des damaligen Dorfkerns an der Eversbuschstraße von den Allacher Bürgern in Eigenregie gebaut. Aus diesem Grund wurde im Eingemeindungsvertrag der Gemeinde Allach in die Stadt München vom 27. Oktober 1938 festgelegt, dass „Benützer des Gemeindebades, welche zu dessen Erstellung Gemeinschaftsarbeit geleistet haben, gegen Vorzeigen eines von der Gemeindeverwaltung Allach beziehungsweise der Stadtverwaltung München ausgestellten Lichtbildausweises in den Rechnungsjahren 1939 und 1940 freien Eintritt [haben]“. Somit wurde eine zweijährige unentgeltliche Nutzung des Bades für alle Bauhelfer festgesetzt. Andere Besucher bezahlten in dieser Zeit Gebühren zwischen zehn und vierzig Reichspfennig.
1993 wollte die Stadt das Allacher Bad aus Kostenersparnisgründen schließen. Die Schließung konnte durch das Engagement der Bürger für ihr Bad, des Bezirksausschusses und einiger Politiker der CSU im Münchner Westen verhindert werden.
2001 wurde das Bad von einer privaten Bürgerinitiative mit Unterstützung durch den Bezirksausschuss und die Allach-Untermenzinger Bürgervereinigung mit einem Beachvolleyballplatz ausgestattet.
2003 wurde das Bad von den Stadtwerken geschlossen. Danach wurde es zunächst unter der Verwaltung der Allach-Untermenzinger Bürgervereinigung privat weiterbetrieben, bis die Firma Bad Allach gemeinnützige AG gegründet wurde, die das Bad bis 2008 betrieben hat.
2009 wurde das Bad abgerissen, nachdem der Pachtvertrag der Bad Allach gemeinnützige AG mit den Stadtwerken München ausgelaufen war. Auf dem Gelände befindet sich nun ein öffentlich zugängliches Freizeitgelände.
Eine Wiederöffnung des Sommerbades wurde seitdem wiederholt diskutiert, aber abgelehnt.

### Baudenkmäler
- Liste der Baudenkmäler in Allach
- Liste der Baudenkmäler in Untermenzing

### Statistik
(Stand jeweils am 31. Dezember, Einwohner mit Hauptwohnsitz)
| Jahr | Einwohner | davon Ausländer | Einwohner je km² |
| ---- | --------- | --------------- | ---------------- |
| 2000 | 26.680    | 4.652 (17,4 %)  | 1.726            |
| 2001 | 26.794    | 4.647 (17,3 %)  | 1.733            |
| 2002 | 26.903    | 4.611 (17,1 %)  | 1.740            |
| 2003 | 26.977    | 4.450 (16,5 %)  | 1.745            |
| 2004 | 27.374    | 4.666 (17,0 %)  | 1.772            |
| 2005 | 27.586    | 4.671 (16,9 %)  | 1.785            |
| 2006 | 27.730    | 4.498 (16,2 %)  | 1.795            |
| 2007 | 28.165    | 4.540 (16,1 %)  | 1.823            |
| 2008 | 28.796    | 4.646 (16,1 %)  | 1.864            |
| 2009 | 28.732    | 4.480 (15,6 %)  | 1.859            |
| 2010 | 29.161    | 4.639 (15,9 %)  | 1.887            |
| 2011 | 29.693    | 4.933 (16,6 %)  | 1.922            |
| 2012 | 30.393    | 5.396 (17,8 %)  | 1.967            |
| 2013 | 30.737    | 5.653 (18,4 %)  | 1.989            |
| 2014 | 31.353    | 6.116 (19,5 %)  | 2.029            |
| 2015 | 31.882    | 6.688 (21,0 %)  | 2.063            |
| 2016 | 32.248    | 7.087 (22,0 %)  | 2.093            |
| 2017 | 32.677    | 7.527 (23,0 %)  | 2.115            |
| 2018 | 33.355    | 8.062 (24,2 %)  | 2.159            |
| 2019 | 34.277    | 8.598 (25,1 %)  | 2.218            |
| 2020 | 33.710    | 8.043 (23,9 %)  | 2.152            |
| 2021 | 34.566    | 8.350 (24,2 %)  | 2.237            |
| 2022 | 36.017    | 9.574 (26,6 %)  | 2.331            |
| 2023 | 35.918    | 9.405 (26,2 %)  | 2.325            |
| 2024 | 36.230    | 9.756 (26,9 %)  | 2.345            |

Quelle mit weiteren Daten

## Politik

### Bezirksausschusswahl
Der Bezirksausschuss von Allach-Untermenzing wurde zuletzt am 15. März 2020 gewählt. Die Sitzverteilung lautet wie folgt: CSU 6, Grüne 5, SPD 3, FW 1. AfD 1 und FDP 1. Von den 24.557 stimmberechtigten Einwohnern in Allach-Untermenzing, haben 12.629 von ihrem Wahlrecht Gebrauch gemacht, womit die Wahlbeteiligung bei 51,4 Prozent lag.
- SPD: 3
- Grüne: 5
- FW/ÖDP: 1
- FDP: 1
- CSU: 6
- AfD: 1

### Oberbürgermeisterwahl
Bei der Wahl des Oberbürgermeisters am 15. März 2020 stimmten 45,3 % der Wähler aus Allach-Untermenzing für Dieter Reiter, den Kandidaten der SPD, und 29,9 % für Kristina Frank, die Kandidatin der CSU. Die Wahlbeteiligung lag bei 51,3 %. Für die darauf folgende Stichwahl zwischen den genannten Kandidaten liegen keine Zahlen für die Stadtbezirke vor. In München stimmten 71,7 % der Wähler für Dieter Reiter und 28,3 % für Kristina Frank. Die Wahlbeteiligung lag dabei bei 50,7 %.

## Persönlichkeiten
- Benno König (1885–1912), in Untermenzing geborener Luftfahrtpionier
- Hans Schweighart (1894–1934), SA-Führer und Fememörder, geboren in Allach
- Florian Sperl (* 1987), Sportfunktionär, geboren in Allach
- Hans Steyrer (1849–1906), „der bayrische Herkules“